# Route 350 (Terre-Neuve-et-Labrador)
Pour les articles homonymes, voir Route 350.
La route 350 est une route tertiaire de la province de Terre-Neuve-et-Labrador d'orientation nord-sud, située dans le nord-est de l'île de Terre-Neuve, au nord de Bishop's Falls. Elle est une route moyennement empruntée entre son terminus sud et Point Leamington. Elle mesure 71 kilomètres, est nommée Botwood Road et Main Road, et est une route asphaltée sur l'entièreté de son tracé.

## Tracé
La 350 débute à la sortie 22 de la Route Transcanadienne, la route 1, à l'est de Bishop's Falls, tout juste au nord du pont au-dessus de la rivière des Exploits. Elle se dirige vers le nord sur 10 kilomètres, puis passe à l'ouest de Botwood avant de contourner la baie des Exploits sur 5 kilomètres, puis elle tourne vers le nord pour rejoindre Point Leamington 20 kilomètres plus au nord, alors qu'elle croise la route 352, qui elle continue de suivre la baie des Exploits. Après Point Leamington, elle continue de se diriger vers le nord sur 30 kilomètres, puis rejoint la baie Notre-Dame où elle se termine sur un cul-de-sac à Culls Island.

## Communautés traversées
- Botwood
- Northern Arm
- Point Leamington
- Leading Tickles
- Culls Island

## Attraits
- Point Leamington Heritage Interpretation Centre
- Roswells Hill